# Левиц, Карл Иванович
Карл Иванович Левиц (фамилия при рождении — Левитс) (1894—1938) — первый секретарь Нарымского окружного комитета ВКП(б) (1933—1938).

## Биография
Латыш. Член РСДРП(б) с декабря 1917 г. Образование: высшее. Участник Гражданской войны.
В 1929 году упоминается как заведующий отделом агитации, пропаганды и печати (АППО) Ачинского окружного комитета ВКП(б).
Во второй половине 1932 года секретарь Организационного бюро Западно-Сибирского краевого комитета ВКП(б) по Нарымскому округу.
С 4 января 1933 года первый секретарь Нарымского окружного комитета ВКП(б).
Делегат XVII съезда ВКП(б).
Арестован 20 апреля 1938 г. по обвинению в участии в контрреволюционной националистической шпионско-диверсионной организации, ст. 58-2,6,7,8,11 УК РСФСР.
Осуждение: 26 сентября 1938 г., ВМН. Расстрелян 20.10.1938.